# Earl (série télévisée)
Pour les articles homonymes, voir Earl.
Earl (My Name Is Earl) est une série télévisée américaine en 96 épisodes de 22 minutes, créée par Gregory Thomas Garcia, produite par 20th Century Fox Television et diffusée entre le 20 septembre 2005 et le 14 mai 2009 sur le réseau NBC.
En Suisse, la série a été diffusée à partir du 22 octobre 2006 sur la TSR ; en France à partir du 29 octobre 2006 sur Paris Première et partir du 9 février 2008 sur M6 ; en Belgique sur Be Séries et à partir du 5 février 2008 sur Plug TV. Depuis 2021, la série est disponible sur Disney+.

## Synopsis

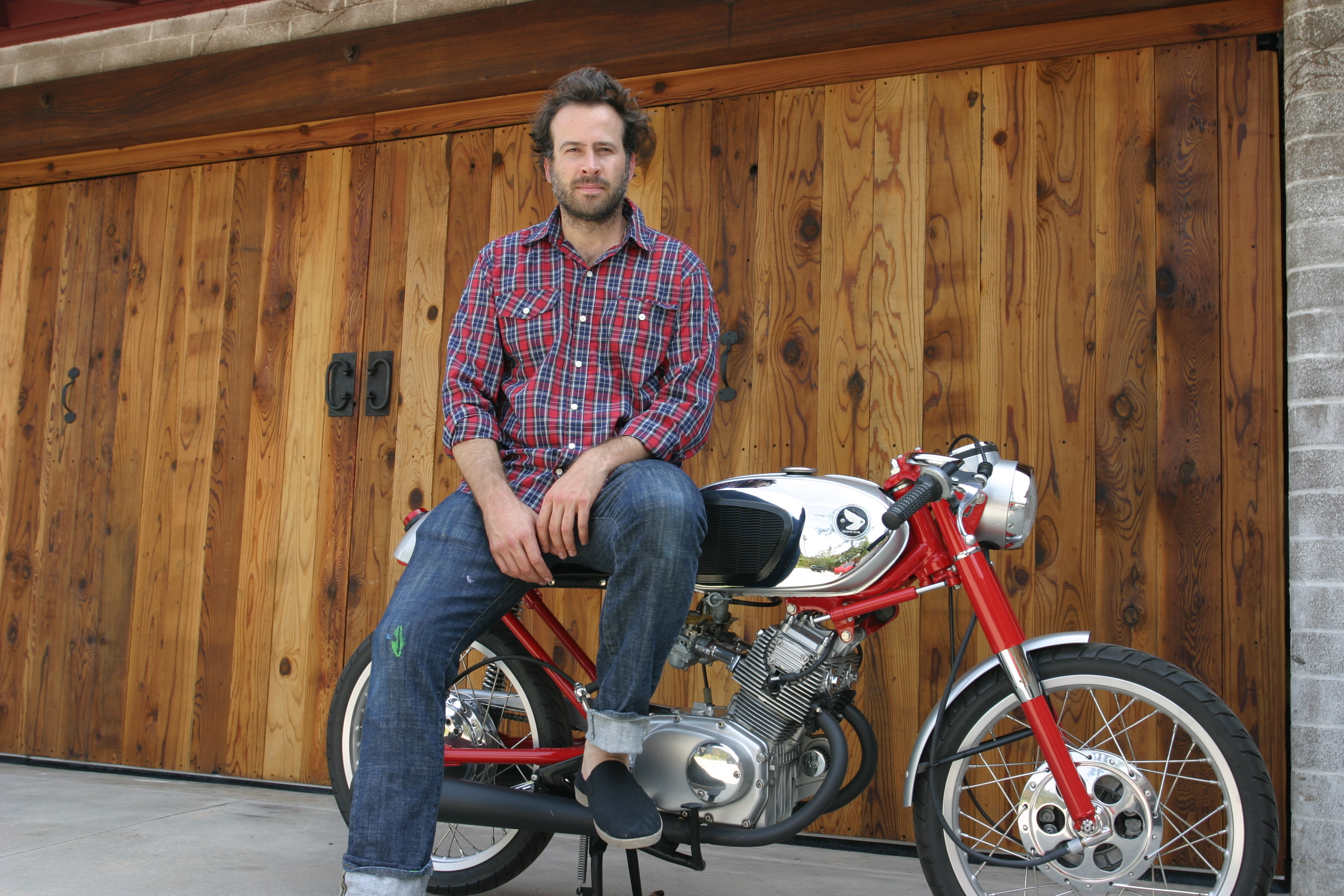
L'acteur principal Jason Lee, dans le rôle de Earl, en novembre 2008.

Earl J. Hickey est une crapule de petite envergure qui, après avoir gagné 100 000 dollars à un jeu de grattage et avoir perdu immédiatement le ticket en se faisant renverser par une voiture, décide de réparer tout le mal qu'il a fait au cours de sa vie. Il souhaite ainsi avoir un meilleur karma, notion qu'il a découverte en regardant l'animateur de télévision Carson Daly. Sa première bonne action, mettre des détritus à la poubelle, lui permet de retrouver son ticket gagnant et d'avoir assez d'argent pour se consacrer entièrement à la réparation de ses torts, qu'il décide de répertorier sur une liste.
Cette série reflète avec dérision la culture dite white trash, la violence y est prise au second degré et, malgré un milieu social difficile, les personnages sont heureux de vivre. La drogue, à l'exception de quelques allusions au cannabis, y est absente. Cette série met en scène une Amérique généralement plutôt discrète à la télévision, celle des Blancs (non issus d'une minorité ethnique) pauvres vivant dans des trailer parks (parcs de mobiles homes), dans une petite ville des États-Unis, avec ses préjugés, son bar, son petit musée/bibliothèque et sa galerie de personnages secondaires plus ou moins loufoques…

## Distribution
- Jason Lee (VF : Emmanuel Gradi) : Earl Jehoshaphat Hickey
- Ethan Suplee (VF : Olivier Cordina) : Randy Hickey
- Jaime Pressly (VF : Valérie Nosrée) : Joy Darville Turner
- Nadine Velazquez (VF : Julie Turin) : Catalina Aruca
- Eddie Steeples (VF : Jean-Christophe Clément) : Darnell « Crab Man » Turner

## Personnages

### Personnages principaux

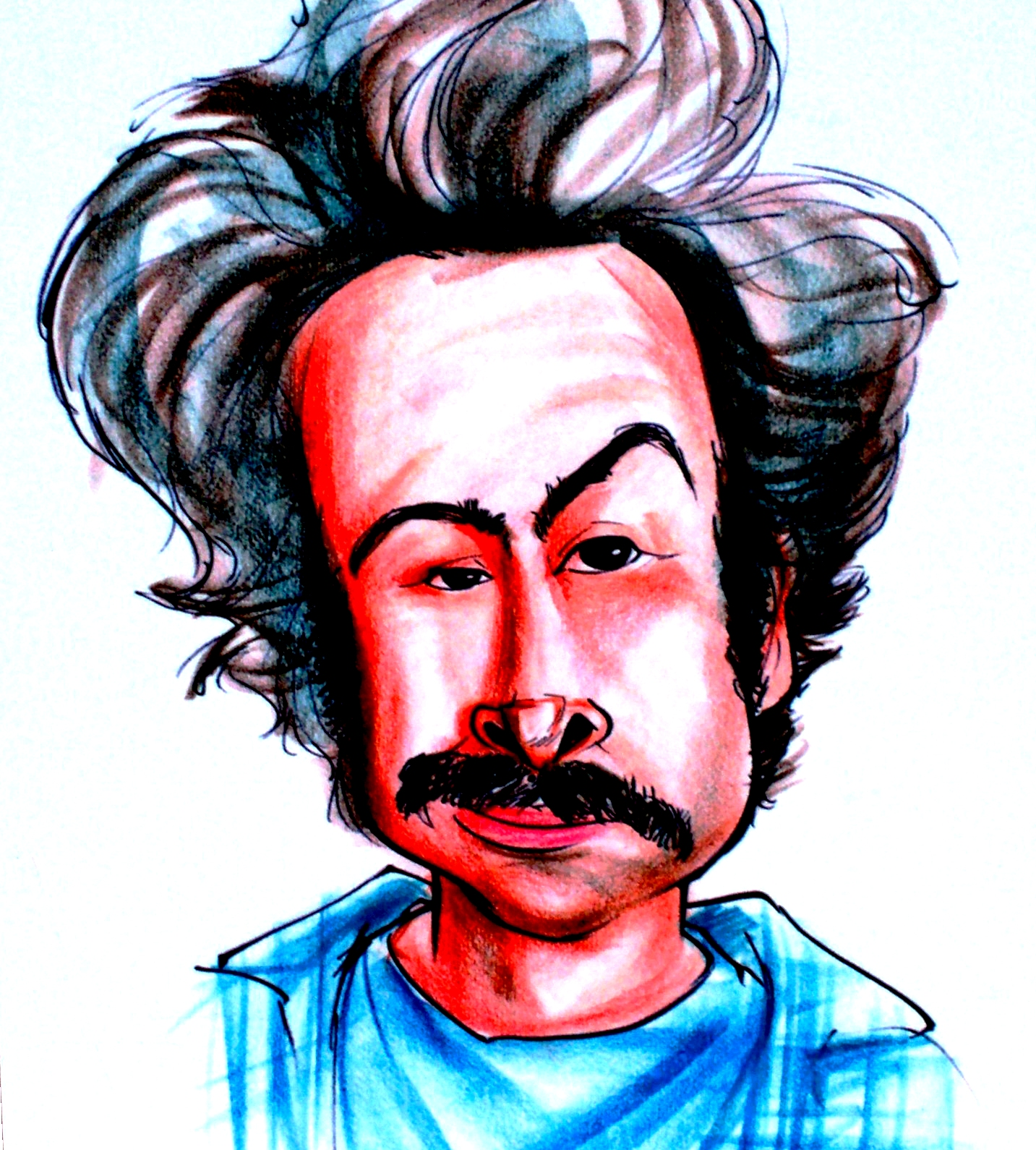
une caricature d'Earl

- Earl Josaphat Hickey : personnage principal et narrateur, il a jusque-là mené une vie insouciante rythmée par de petits méfaits. Il croit désormais fermement au principe du karma, en faisant des bonnes actions et en réparant ses mauvaises. Earl aime la bière, les femmes et le rock'n'roll. Grand buveur de bière et fan de Lynyrd Skynyrd, AC/DC et Def Leppard, Earl compte différentes conquêtes. Hormis son ex-femme Joy, il compte aussi Didi, femme unijambiste, l'avocate sourde de Joy, Alex une professeur d'université et Billie (Alyssa Milano), l'ex de son ami de prison. Il a formé le groupe de rock « Fish Taco » avec son frère, leur ami Ralph et un sexagénaire vendeur de burgers dans un fast-food. Earl a été marié et divorcé trois fois, la première fois avec Joy, en état d'ivresse, la deuxième fois forcé par Ralph après avoir couché avec la mère de ce dernier, et la troisième avec Billie, que le karma avait désigné comme « récompense » après la prison et le coma. Son prénom vient du fait que son père, Carl Hickey, voulait également appeler son fils Carl mais qu'en déclarant son fils, il a mal calligraphié le « C » qui a été pris pour un « E », d'où le prénom Earl…
- Randall Dew « Randy » Hickey : frère d'Earl qui l'assiste dans ses bonnes actions, comme il était autrefois son compagnon dans tous les mauvais coups. Malgré ses facultés intellectuelles limitées, il lui arrive parfois de dire des choses profondes. Il devient gardien de prison après que son frère Earl y a été enfermé.
- Joy Darville Turner : ex-femme d'Earl, volontiers vulgaire, elle est désormais la femme de Darnell. Elle est également la mère de Dodge et d'Earl Jr. C'est par sa faute qu'Earl fit de la prison car il se dénonça pour qu'elle n'y soit pas envoyée du fait que toutes les preuves jouaient en sa défaveur.
- Darnell « Crab Man » Turner (Harry Monroe dans son ancienne vie) : nouveau mari de Joy et présumé père biologique d'Earl Jr.. Bénéficiaire d'un programme de protection des témoins, son passé ne fait qu'être entrevu tout au long de la série. Il est cuisinier au Crabe Tambouille, bar-restaurant préféré d'Earl et Randy. Il est ami avec Earl. Il possède aussi une tortue Mr. Tortue.
- Catalina Aruca : c'est une amie d'Earl et Randy. Elle est femme de ménage au motel où vivent Earl et Randy mais aussi stripteaseuse au Club Chubby. Elle était clandestine aux États-Unis jusqu'à ce qu'elle se fasse expulser par la faute d'Earl. Il va avec Randy la chercher et Randy l'épouse pour qu'elle puisse revenir à Camden.

### Personnages secondaires
- Carl Hickey (Beau Bridges : (VF : José Luccioni) : le père d'Earl et Randy. D'ailleurs, Earl devait à l'origine s'appeler Carl comme son père, mais comme il écrivait mal, il transforma le C initial en E par erreur lorsqu'il reconnut son premier fils.
- Kay Hickey (Nancy Lenehan) : la mère d'Earl et Randy.
- Dodge Hickey (Louis T. Moyle) : fils aîné de Joy. Son prénom vient du fait que Joy, sa mère, ne se rappelait que le fait que le géniteur de son fils avait une grosse voiture (une Ford dans la version originale). Elle l'appela alors Dodge en référence à la célèbre marque automobile américaine.
- Earl Hickey Jr. (Trey Carlisle) : fils de Joy et supposément Darnell issu de l'adultère.
- Kenny James (adulte - Gregg Binkley, enfant - Andy Pessoa) : enfant, Kenny était victime des brimades d'Earl. Ce dernier se rachètera en l'aidant à assumer son homosexualité.
- Patty (Dale Dickey) : c'est une prostituée. Elle est la seule à Camden à tapiner en pleine journée. Contrairement à ce que l'on pourrait penser, Patty possède une maîtrise.
- Ralph Mariano (Giovanni Ribisi) : ami d'enfance d'Earl, c'est à cause de ce dernier qu'il est devenu un truand.
- Willie, le postier borgne (Bill Suplee, le père d'Ethan Suplee) : il a perdu un œil quand Joy a voulu détruire un poster d'Earl représentant Def Leppard avec une boule de bowling, projetant des éclats de verre sur son visage.
- Billie Cunningham (Alyssa Milano) : la troisième épouse d'Earl. Elle est un peu folle, pingre et est très jalouse d'Earl vis-à-vis de sa liste. Après avoir trouvé la paix intérieure dans une sorte de village Amish près de Camden, elle a divorcé et a donné le reste de l'assurance qu'elle avait obtenue après avoir été heurtée par une voiture (à peu près 72 000 dollars) à Earl.
- Liberty Washington (Tamala Jones) : demi-sœur noire de Joy. Elles se détestaient depuis leur enfance sans savoir qu'elles avaient le même père. Elles se sont réconciliées quand Joy est devenue la mère porteuse du couple Liberty - Ray-Ray. L'histoire était nécessaire lorsque Jaime Pressly est vraiment tombée enceinte.
- Ray-Ray (DJ Qualls) : mari de Liberty. Il est le souffre-douleur de sa femme car elle est catcheuse en amateur tandis que lui est timide et bien maigre. Il forme avec Liberty un couple mixte comparable à Joy et Darnell.
- Frank (Michael Rapaport) : ancien petit ami de Billie et copain de longue date d'Earl. Il retrouve Earl lorsque ce dernier est en prison. Il est toujours amoureux de Billie et verra d'un mauvais œil sa relation avec Earl.
- Donny Jones (Silas Weir Mitchell) : Ami qu'Earl a envoyé en prison à sa place. À sa sortie il vient s'excuser auprès de lui de ne pas avoir parlé à la police. Donny lui pardonna mais pas la mère de celui-ci.
- Tim Stack (Timothy Stack) : il joue une parodie de lui-même. Son personnage porte en effet son nom et est présenté comme une « vedette locale » alcoolique.
- Ruby Whitlow (Marlee Matlin) : l'avocate sourde de Joy.
- Autres personnages récurrents : le vieil homme avec l'électrolarynx, Nescobar A-Lop-Lop, Didi, Doug, Jasper, Bob Smiley, Stuart Daniels l'ancien policier, Kevin l'homme avec une corne sur le front.

### Invités d'un épisode
- Rick James (Frank Collison) (1x1 et 1x9) : le père de Kenny (le souffre-douleur homosexuel).
- Natalie Duckworth (Beth Riesgraf) (1x4 et 2x12) : la fille pot de colle à qui Earl s'était fait passer pour mort.
- Candy Stoker (Chloë Moretz) : (1x6) la fille du concours, lanceuse de couteaux.
- Scott (Johnny Galecki) : (1x7) le comptable devenu accro au golf.
- Johnny Bubblewrap (Harland Williams) : (1x10) l'animateur et organisateur du jeu qui permet de gagner une voiture ; la règle : le dernier à avoir sa main dessus l'emporte.
- Pat Patrick (Jon Favreau) : (1x12) le patron du fast food.
- Philo (Adam Goldberg) : (1x15) le dépressif qui veut se tuer avec les gaz d'échappement de sa voiture et qui est secrètement amoureux de Joy.
- Alex Meyers (Christine Taylor) : (1x16) la prof de fac à qui appartient le PC portable.
- Billy Reed (Timothy Olyphant) : (1x18) le gars qui fait les 2 courses automobiles contre Earl ; l'enjeu : la mustang du père de Earl.
- Ed (Ben Falcone) : (1x18) le frère de Billy .
- Jessie (Juliette Lewis) : (1x21) la chasseuse de prime qui veut se venger de Joy.
- Rodney le pouilleux (Clint Howard) : (1x22)
- Gwen Waters (Miriam Shor) : (1x23) Gwen, la dessinatrice d’audience, avec un plomb dans la fesse.
- Paul Waters (Geoffrey Lewis) : (1x23) le père de Gwen.
- Gwen Waters (Shailene Woodley) : (1x23) Gwen jeune.
- Richard Chubby (Burt Reynolds) : (2x2 et 4x27) le patron du club de striptease, surnommé "Big Chubby".
- Maggie Lester (Judy Greer) : (2x3) la femme à barbe.
- Judy (Amy Sedaris) : (2x4) la propriétaire du chat enlevé.
- Madame Mariano (Beth Grant) : (2x5) la mère de Ralph.
- Tom Sparks (Larry Hankin) (2x5) : le chanteur du groupe
- Millie Banks (Roseanne Barr) : (2x6) la responsable du camping.
- Wendy (Jenny McCarthy) : (2x7) la coach de la salle de sport.
- Christian Slater (2x8) le junkie dévalisé.
- John Leguizamo (2x11) : l'oncle de Catalina.
- John Waters (2x14) : l'entrepreneur de pompes funèbres.
- Paris Hilton (3x15) : elle joue une parodie d'elle-même. Sa seule réplique est "c'est sexy !".
- Dwayne  (Kevin Sussman) (3x17) : le dealer de marijuana.
- Buddy (Seth Green) (4x1) : le réalisateur à qui Earl a volé son rêve d'enfant.
- Cool Johnny (David Arquette) (4x5) : le cascadeur amnésique.
- Jane Seymour (4x9) : elle-même.
- Blake Jason Priestley (VF : Luq Hamet) (4x10) : le cousin d'Earl.
- Sandy Martin (4x15) : la grand mère de Joy.
- Erik Estrada (4x15 et 4x16) : lui-même.
- Morgan Fairchild, Joan Van Ark, Andrea Parker (4x18) : les voisines de Joy.
- Thomas Monroe (Danny Glover) (4x19) : le père de Darnell.
- Wayne (Matthew Glave) (4x20) : celui qui se fait passer pour l'astronaute Chaz Dalton.
- Betty White (4x21) : la vieille sorcière.
- Michael Waltrip (4x25 et 4x26) : lui-même.

## Musique
La musique est l'une des choses les plus importantes de la série. Par leur choix, les producteurs arrivent à donner à la série cette ambiance « trash » californienne ou appelée communément White trash. Ainsi on y retrouve Lynyrd Skynyrd, probablement le groupe le plus présent dans la bande son (Free Bird, Simple Man, Sweet Home Alabama), typique du sud des États-Unis et adulé par toute une classe de population des États-Unis qui revendique leur origine sudiste et leur côté redneck. On entend encore Carlos Santana, George Thorogood, Steppenwolf, Molly Hatchet, Allman Brothers, Stevie Ray Vaughan, Canned Heat, Creedence Clearwater Revival (Up Around the Bend) , Marshall Tucker Band, mais aussi de la country avec Johnny Paycheck (en), Dolly Parton, Johnny Cash (Ring of Fire), Willie Nelson. On peut noter aussi un net penchant pour le rock et le heavy metal : des groupes cultes comme AC/DC, Deep Purple, Ted Nugent, Blue Oyster Cult, The Rolling Stones, Queen, The Who, Thin Lizzy, The Ramones. De plus, on peut voir qu'Earl et Joy portent à de nombreuses reprises des tee-shirts de Metallica, Iron Maiden et AC/DC. Enfin, des « classiques » de la musique sont aussi présents dans la bande son des épisodes : on note parmi d'autres James Brown, Elvis Presley, The Animals (The House of the Rising Sun, I'm Cryin'), Kool & The Gang, The Doors (Peace Frog), Cyndi Lauper, Elton John, Bob Dylan (Just Like a Woman), Bill Withers (Lean on me), Bob Marley et les Beastie Boys.
Sans oublier House of Pain avec Jump Around, le morceau le plus joué dans la série. C'est sur ce morceau que Catalina danse dans son fameux show au club de strip-tease.
À noter aussi la récurrence du morceau de Cyndi Lauper Time After Time, que Randy écoute lorsqu'il a de la peine. Soulignons aussi une interprétation acoustique, et en espagnol de ce morceau, joué par "Pedro", le guitariste du village natal de Catalina, dans le 11e épisode de la seconde saison.

## Commentaires
Cette série a été acclamée par les critiques américains et français dès son lancement sur le réseau NBC, c'est une des séries les plus suivies en termes d'audience de la saison 2005-2006. My Name Is Earl est également une des rares séries de la chaîne NBC à combiner bonnes audiences et bonnes critiques sur un réseau qui, durant cette période, manquait cruellement de séries blockbusters, en comparaison avec les autres gros réseaux américains CBS, ABC et FOX.
La grève des scénaristes de la Writers Guild of America a interrompu la production alors que seuls treize épisodes sur les 25 que devait comporter la troisième saison avaient été tournés. Après cette grève, neuf épisodes supplémentaires ont été tournés.
Toute la distribution principale de la série s'est retrouvée dans Raising Hope, une autre sitcom de Gregory Thomas Garcia. Jason Lee, Ethan Suplee, Jaime Pressly, Nadine Velazquez, Eddie Steeples et Abdoulaye N'Gom seront les invités lors de l'épisode 19 de la saison 3. Déjà apparus, certains reprendront leurs rôles : Jason Lee (Smokey Floyd), Ethan Suplee (Andrew), Jaime Pressly (Donna), Eddie Steeples (Tyler) et d'autres apparaîtront pour la première fois : Nadine Velazquez (employée d'un magasin) et Abdoulaye N'Gom (un pilote d'avion).
Jason Lee et Ethan Suplee avaient déjà joué ensemble 10 ans plus tôt en 1995 dans le film Les Glandeurs (Mallrats) réalisé par Kevin Smith et également en 2006 dans le film Clerks 2, toujours de Kevin Smith, mais sans avoir de scènes communes.

### Audiences
Après un démarrage à plus de 15 millions de téléspectateurs sur NBC, l'audience de la série a fortement chuté. À la suite de l'annonce de sa grille de rentrée 2009, NBC a officiellement annulé Earl au bout de quatre saisons. À la fin du dernier épisode de la saison 4 (Le Père de Dodge), on peut lire la mention « À suivre… ». La suite de l'intrigue devait se trouver dans le premier épisode de la cinquième saison mais celui-ci n'a jamais été tourné.

### Autour de la série
- Le créateur de la série Greg Garcia s'est inspiré de son expérience familiale personnelle. En effet, son beau-père, qui s'appelait d'ailleurs Earl, était légèrement malhonnête mais avait décidé d'essayer de se racheter. De plus, son beau-père avait épousé la mère de Greg Garcia alors que cette dernière était déjà enceinte. Elle eut même un enfant afro-américain[6]. Cela rappelle bien évidemment la situation de Earl et Joy dans la série.
- À chaque fois qu'une photo d'Earl est prise, il a les yeux fermés. C'est une référence à Forrest Gump, dans lequel le personnage interprété par Tom Hanks fait la même chose[7].
- Dans le premier épisode, Earl dit que sa liste compte 259 lignes.
- D'après son permis de conduire Earl est né le 25 avril 1970 (comme son interprète Jason Lee), qu'il mesure 1,81 m et pèse 90 kg.
- Certains critiques américains reprochent à la série de faire de la propagande pour la scientologie. En effet les acteurs principaux Jason Lee et Ethan Suplee sont scientologues et la première église de Scientologie fut fondée à Camden (New Jersey), le même nom de la ville où se trouve l'action de la série. Toutefois, aucun personnage de la série ni aucun élément n'y font référence, en l'occurrence, et contrairement à certaines rumeurs, Greg Garcia, le créateur de la série, n'est pas scientologue[8].
- Earl se distingue des autres séries du même format : il n'y a pas de rires enregistrés, il y a beaucoup de scènes en extérieurs ainsi qu'une bande son essentiellement rock.
- Le réalisateur Kevin Smith est assez lié à la série Earl : Jason Lee et Ethan Suplee ont joué dans plusieurs de ses films ; le mot anglais « Poopytrim », prononcé par Randy à son réveil, est une référence directe au film Les Glandeurs. De plus, Earl a volé très souvent dans des épiceries Quick Stop, le même nom que l'épicerie de Dante Hicks et Randal Graves dans Clerks : Les Employés modèles et Clerks 2.
- Willie le postier borgne (Bill Suplee) est dans la vraie vie le père de l'acteur qui joue le rôle de Randy Hickey (Ethan Suplee).

## Distinctions

### Récompenses
- People's Choice Awards 2006, de la meilleure nouvelle série télévisée de comédie.
- Television Critics Association Awards 2006, de la meilleure nouvelle série télévisée.
- Directors Guild of America Award 2006, du meilleur réalisateur(et de son équipe) pour une série télévisée de comédie.
- Primetime Emmy Award 2006, du meilleur scénario pour une série télévisée de comédie.
- Primetime Emmy Award 2006, de la meilleure réalisation pour une série télévisée de comédie.
- Primetime Emmy Award 2006, du meilleur casting pour une série télévisée de comédie.
- Primetime Emmy Award 2006, du meilleur montage à caméra unique pour une série télévisée de comédie.
- Primetime Emmy Award 2007, de la meilleure actrice dans un second rôle dans une série télévisée de comédie.
- Casting Society of America 2006, du meilleur Casting pour une série télévisée de comédie.
- GLAAD Media Awards 2006, du meilleur épisode dans une série télévisée, sans qu'il y ait un personnage gay stéréotypé.
- Humanitas Prize 2006, du meilleur programme de 30 min.
- Monte-Carlo TV Festival 2007, de la meilleure actrice dans une série télévisée.

### Nominations
57 nominations dont les principales sont aux: Golden Globes, Bafta Awards, Screen Actors Guild Award, Writers Guild of America...